# Giovanni Maria Mosca
Giovanni Maria Mosca, genannt il Padovano, (* 1493 vermutlich in Padua; † 1574 in Krakau) war ein Architekt, Bildhauer und Steinmetz der Renaissance. Mosca gehörte zur zweiten Generation italienischer Künstler, die am Krakauer Königshof tätig waren.

## Leben
Giovanni Maria Mosca wurde um 1493 vermutlich in Padua geboren. In seiner Heimatstadt erlernte er von 1507 bis 1512 in der Werkstatt von Giovanni Minelli und seines Sohnes Antonio die Bildhauerei. Die erste selbstständige Arbeit Moscas war ein Bronzerelief, das er für das Baptisterium der Kathedrale von Padua im Jahr 1516 fertigte.
Zwischen 1520 und 1528 schuf er die Marmorreliefs „Das Urteil des Salomo“ und das „Wunder des Heiligen Antonius“. Das „Urteil des Salomo“ ist im Louvre ausgestellt, während das zweite Relief eines der neun Marmorreliefs ist, mit der die Grabeskapelle des Heiligen Antonius von Padua in der Basilika des Heiligen Antonius geschmückt ist. Den Auftrag für die letzte Arbeit, die vom Mailänder Pietro Paolo Stella 1529 fertiggestellt wurde, verdankte er der Bekanntschaft mit seinem Lehrmeister Giovanni Minelli, der 1500 zum Baumeister des Neubaus der Kapelle ernannt worden und in Padua eine gewichtige Rolle im künstlerischen Ambiente der Stadt spielte.
Zur gleichen Zeit war Mosca auch in Venedig tätig, so hatte er wohl spätestens im September 1522 in der Lagunenstadt eine Werkstatt eröffnet. In Venedig arbeitete er am Hauptaltar der Kirche San Rocco sowie an Statuen und Figurengruppen für die Kirchen Santa Maria Mater Domini, Santo Stefano, Santa Maria Gloriosa dei Frari und die später dem Ausbau des Arsenals zum Opfer gefallenen Kirche Santa Maria delle Vergini.
Aus seiner Zeit in Venedig stammen auch eine ganze Reihe von Marmorreliefs, die er und seine Werkstatt fast in Serie fertigten. Diese Reliefs mit Motiven aus der Mythologie und römischer Heldenfiguren finden sich in verschiedenen europäischen Museen. Bis 1529 wohnte Mosca in Padua. In der Stadt am Fluss Bacchiglione heiratete er auch im gleichen Jahr.
1532 kam er auf Geheiß König Sigismund des Alten an den polnischen Königshof nach Krakau, um zunächst Medaillons der Königsfamilie zu entwerfen. Erhalten sind die Medaillons von Königin Bona Sforza, Prinz Sigismund II. August und Prinzessin Isabella Jagiellonica. Im gleichen Jahr trat er der Werkstatt des Florentiners Bartolomeo Berrecci bei, mit dem er bis ins Folgejahr an der Sigmundskapelle in der Wawel-Kathedrale arbeitete. Das Bildnis Sigismund des Alten auf der Grabplatte geht auf Berrecci und Padovano zurück. 1533 machte er sich nach der Fertigstellung der Kapelle mit einer eigenen Werkstatt in Krakau selbständig. In der Folgezeit arbeitete er jedoch weiter mit Giovanni Cini, Hieronim Canavesi und Jan Michałowicz zusammen.
Zu einem seiner ersten selbständigen Aufträge gehörte das Ziborium der Wawel-Kathedrale, das er 1536 fertig stellte. Bis 1540 schuf er das Grabmal Bischof Stanisław Oleśnicki im Posener Dom. Danach schuf er im Auftrag Sigismund II. August die Grabmäler dessen zahlreicher Ehefrauen in der Sigismundkapelle. Alle diese Frühwerke Padovanos sind nicht erhalten geblieben. Von 1545 bis 1547 schuf er auf Geheiß der Königin Bona Sforza das Grabmal des Erzbischofs und Primas von Polen Piotr Gamrat in der Gamrat-Kapelle der Wawel-Kathedrale. Von 1552 bis 1554 schuf er das Ziborium der Krakauer Marienkirche. 1554 stellte er auch das Grabmal des Erzbischofs und Primas von Polen Nikolaus Dzierzgowski in der Erzkathedrale von Gnesen fertig. Von 1558 bis 1559 baute er die durch Brand beschädigten gotischen Krakauer Tuchhallen im Stil der Renaissance um.
1560 folgte das Grabmal des Rittmeisters Jan Kamieniecki in der Franziskanerkirche in Krosno. Am Grabmal des Großhetmans Jan Amor Tarnowski in der Kathedrale in Tarnów arbeitete er ab 1561. Nach dem Tod von dessen Sohn Jan Krzysztof Tarnowski 1567 gestaltete er dieses in ein Doppelgrab um. Ebenfalls 1567 errichtete er ein Palais für Bischof Samuel Maciejowski unmittelbar nördlich von Krakau. Ebenso gestaltete er das Grabmal der letzten Jagiellonen in der Sigismundkapelle von 1571 bis 1574 in ein Doppelgrab um, wobei der die Figur von Sigismund II. August schuf, wobei er den Sohn unter den Vater Sigismund I. setzte. Einige Arbeiten an den Königsschlössern auf dem Wawel und in Niepołomice gehen auf ihn zurück, ebenso wie der Umbau des Rathauses in Sandomir.
Giovanni Maria il Padovano hatte eine lange und fruchtbare Schaffenszeit, zunächst 20 Jahre in Padua und Venedig, danach 42 Jahre in Krakau. Zahlreiche seiner Werke in Polen sind, besonders aufgrund der bewegten Geschichte Polen-Litauens, nicht mehr erhalten. Gleichwohl kann man in und um Krakau noch zahlreiche seiner Werke sehen.

## Schaffen
Von den Werken Giovanni Maria Moscas sind außer in den oben genannten Kirchen in Padua und Venedig erhalten:
- Marmorrelief das Urteil des Salomo im Louvre in Paris
- Marmorrelief der Anadyomene im Victoria and Albert Museum in London
- Marmorrelief „Muzio Scevola“ in den Staatlichen Kunstsammlungen Dresden und in der Scottish National Gallery in Edinburgh
- Marmorrelief des Philoktetes im Palazzo Ducale in Mantua, in der Eremitage in Sankt Petersburg und im Victoria and Albert Museum in London

In Polen:
- Grabmal Sigismund I. des Alten und Sigismund II. August in der Sigismundkapelle der Wawel-Kathedrale
- Medaillons der Königsfamilie der letzten Jagiellonen
- Grabmal des Erzbischofs und Primas von Polen Piotr Gamrat in der Gamrat-Kapelle der Wawel-Kathedrale
- Ziborium der Krakauer Marienkirche
- Grabmal des Erzbischofs und Primas von Polen Nikolaus Dzierzgowski in der Erzkathedrale von Gnesen
- Krakauer Tuchhallen
- Grabmal des Rittmeisters Jan Kamieniecki in der Franziskanerkirche in Krosno
- Grabmal des Großhetmans Jan Amor Tarnowski und dessen Sohn Jan Krzysztof Tarnowski in der Kathedrale von Tarnów
- Grabmal des Mikołaj und Piotr Firlej in der Firlejkapelle der Dominikanerbasilika in Lublin
- Bischofspalais von Samuel Maciejowski
- Rathaus von Sandomir